# Taoufik Makhloufi
Taoufik Makhloufi (arabisch توفيق مخلوفي, DMG Tawfīq Maḫlūfī; * 29. April 1988 in Souq Ahras) ist ein algerischer Mittelstreckenläufer.

## Karriere
Makhloufi konnte erstmals bei den Panafrikanischen Spielen 2011 in Maputo auf sich aufmerksam machen, als er die Goldmedaille im 800-Meter-Lauf und die Bronzemedaille im 1500-Meter-Lauf gewann. Bei den Afrikameisterschaften 2012 in Porto-Novo gewann er seinen Finallauf über die 800-Meter-Distanz in 1:43,88 min und stellte damit gleichzeitig eine persönliche Bestzeit auf. Bei den Olympischen Spielen 2012 in London startete er sowohl über 800 als auch über 1500 Meter. Im Wettbewerb über 1500 Meter qualifizierte sich Makhloufi nach ersten Plätzen im Vorlauf und im Halbfinale souverän für den Finallauf. Auf der 800-Meter-Strecke gab er anschließend sein Rennen im Vorlauf bereits nach 150 Metern vorzeitig auf, woraufhin er von der IAAF für den Rest der Spiele disqualifiziert wurde. Als Begründung wurde angeführt, Makhloufi habe keine Anstrengung unternommen, das Rennen angemessen durchzuführen. Makhloufi legte daraufhin ein ärztliches Attest vor, das ihm Kniebeschwerden bescheinigte. Die Disqualifikation wurde infolgedessen aufgehoben und Makhloufi konnte das 1500-Meter-Finale bestreiten. Er gewann das Rennen in einer Zeit von 3:34,08 min.
Bei den Afrikameisterschaften 2014 in Marrakesch gewann er die Bronzemedaille im 800-Meter-Lauf.
Bei den Olympischen Spielen in Rio de Janeiro 2016 holte er im 800-Meter-Lauf mit neuer Bestleistung von 1:42,61 min die Silbermedaille hinter David Rudisha. Über 1500 Meter verpasste er es nur knapp, seinen Erfolg von 2012 zu wiederholen. Mit elf Hundertstelsekunden Rückstand auf den Gewinner Matthew Centrowitz gewann er sein zweites Silber dieser Spiele und damit die einzigen Medaillen für sein Heimatland Algerien.
Bei den Leichtathletik-Weltmeisterschaften 2019 in Doha gewann er die Silbermedaille im 1500-Meter-Lauf hinter Timothy Cheruiyot.

## Persönliche Bestzeiten
- 800 m: 1:42,61 min, 15. August 2016, Rio de Janeiro
- 1000 m: 2:13,08 min, 1. Juli 2015, Tomblaine
- 1500 m: 3:28,75 min, 17. Juli 2015, Monaco